# Sahlingia xandaros
Sahlingia xandaros is een slakkensoort uit het geslacht  Sahlingia. De familie is incertae sedis. De wetenschappelijke naam van de soort is voor het eerst geldig gepubliceerd in 2001 door Warén & Bouchet.